# II Cumbre Empresarial de las Américas
La II Cumbre Empresarial de las Américas es organizada de forma conjunta por el Gobierno de la República de Panamá y el Banco Interamericano de Desarrollo y reunirá a los jefes de Estado y los líderes empresariales del continente con el fin de analizar las oportunidades para el comercio y las inversiones y las prioridades para el desarrollo social y económico de la región.

## Panelistas
| Nombre                        | Cargo                                    | Empresa                                                             | Sede                 |
| ----------------------------- | ---------------------------------------- | ------------------------------------------------------------------- | -------------------- |
| Laxman Narasimhan             | CEO                                      | PepsiCo Latin America Foods                                         | Estados Unidos       |
| Marcel Smits                  | CFO                                      | Cargill                                                             | Estados Unidos       |
| Kelvin Dushnisky              | Co-President                             | Barrick Gold                                                        | Canadá               |
| Angélica Fuentes Téllez       | CEO Founder                              | Omnilife Angelíssima                                                | México               |
| Marcelo Odebrecht             | CEO                                      | Odebrecht                                                           | Brasil               |
| Marcelo Stefanini             | CEO                                      | Stefanini IT Solutions                                              | Brasil               |
| Stanley Motta                 | CEO                                      | Copa Holdings                                                       | Panamá               |
| Gustavo Grobocopatel          | CEO                                      | Grupo Los Grobo                                                     | Argentina            |
| Raúl Alemán Zubieta           | CEO                                      | Banco General                                                       | Panamá               |
| Miguel Galuccio               | CEO                                      | YPF                                                                 | Argentina            |
| Richard Blum                  | CEO                                      | Blum Capital                                                        | Estados Unidos       |
| Orlando Dovat                 | CEO                                      | Zonamerica                                                          | Uruguay              |
| Blanca Treviño                | CEO                                      | Softtek                                                             | México               |
| Alejandro Bulgheroni          | CEO                                      | Associated Petroleum Investors                                      | Estados Unidos       |
| Rolando González Bunster      | CEO                                      | InterEnergy                                                         | República Dominicana |
| Denise Rutherford             | President                                | 3M Latin America                                                    | Estados Unidos       |
| Frank Rainieri                | CEO                                      | Grupo Punta Cana                                                    | República Dominicana |
| Andrés Gluski                 | CEO                                      | AES Corporation                                                     | Estados Unidos       |
| Youngsuk (YS) Chi             | Chairman                                 | Elsevier                                                            | Países Bajos         |
| Ertharin Cousin               | Directora Ejecutiva                      | Programa Mundial de Alimentos                                       | ONU                  |
| Muhtar Kent                   | CEO                                      | The Coca Cola Company                                               | Estados Unidos       |
| Brian Porter                  | President & CEO                          | Scotiabank                                                          | Canadá               |
| Thomas F. “Mack” McLarty, III | CEO                                      | McLarty Associates                                                  | Estados Unidos       |
| Luis Carlos Sarmiento         | CEO                                      | Grupo Aval                                                          | Colombia             |
| Arthur Lok Jack               | CEO                                      | Associated Brands                                                   | Estados Unidos       |
| Francisco Aristeguieta        | CEO                                      | Citigroup Latin America                                             | Estados Unidos       |
| Reinaldo García               | CEO                                      | General Electric Latin America                                      | Estados Unidos       |
| Enrique Ostalé                | CEO                                      | Walmart Latin America                                               | Estados Unidos       |
| Christian Laub                | CEO                                      | Credicorp                                                           | Perú                 |
| Romaine Seguin                | President                                | UPS America                                                         | Estados Unidos       |
| Juan Pablo Córdoba            | President                                | World Federation of Exchanges                                       | Reino Unido          |
| Rafael Bras                   | Provost                                  | Georgia Institute of Technology                                     | Estados Unidos       |
| Andrés Oppenheimer            | Periodista                               | The Miami Herald                                                    | Estados Unidos       |
| John Paul Rathbone            | Periodista                               | Financial Times                                                     | Estados Unidos       |
| Vinton G. Cerf                | Vicepresidente Chief Internet Evangelist | Google                                                              | Estados Unidos       |
| W. James (Jim) McNerney, Jr.  | CEO                                      | The Boeing Company                                                  | Estados Unidos       |
| Jorge L. Quijano              | CEO                                      | Autoridad del Canal de Panamá                                       | Panamá               |
| Woods Staton                  | CEO Chairman                             | Arcos Dorados                                                       | Argentina            |
| Ban Ki-moon                   | Secretario General                       | Naciones Unidas                                                     | ONU                  |
| Guy Rider                     | Director general                         | Organización Internacional del Trabajo                              | OIT                  |
| Sylvia Escovar                | Presidente                               | Terpel                                                              | Colombia             |
| Ali Moshiri                   | Presidente                               | Chevron Africa and Latin America Exploration and Production Company | Estados Unidos       |
| Philip Enquist                | Socio                                    | Skidmore, Owings & Merrill LLP                                      | Estados Unidos       |
| Raymundo Peixoto              | Vicepresidente                           | Dell Latin America                                                  | Estados Unidos       |
| Martin Secco                  | CEO                                      | Grupo Marfrig                                                       | Brasil               |
| Gabriela Frías                | Business Anchor                          | CNN en Español                                                      | Estados Unidos       |
| Roger Ingold                  | Country Managing Director                | Accenture Brazil                                                    | Brasil               |
| Carlos Slim                   | CEO                                      | Telcel Telmex                                                       | México               |
| Thomas J. Donohue             | President-CEO                            | U.S. Chamber of Commerce                                            | Estados Unidos       |
| Bruce Mac Master              | Presidente                               | Colombian National Business Association                             | Colombia             |
| Maria Cristina Frías          | Columnista                               | Folha de São Paulo                                                  | Brasil               |
| Paulo Fernandes Tigre         | Vicepresidente                           | National Confederation of Industry (CNI) of Brazil                  | Brasil               |
| Mark Zuckerberg               | Fundador CEO                             | Facebook                                                            | Estados Unidos       |

## Jefes de Estado
| País                 | Representante          | Cargo           |
| -------------------- | ---------------------- | --------------- |
| Panamá               | Juan Carlos Varela     | Presidente      |
| Belice               | Dean Barrow            | Primer ministro |
| República Dominicana | Danilo Medina          | Presidente      |
| Trinidad y Tobago    | Kamla Persad-Bissessar | Primer ministro |
| Colombia             | Juan Manuel Santos     | Presidente      |
| El Salvador          | Salvador Sánchez Cerén | Presidente      |
| Guatemala            | Otto Pérez Molina      | Presidente      |
| Honduras             | Juan Orlando Hernández | Presidente      |
| Paraguay             | Horacio Cartes         | Presidente      |
| Brasil               | Dilma Rousseff         | Presidente      |
| Estados Unidos       | Barack Obama           | Presidente      |
| México               | Enrique Peña Nieto     | Presidente      |